# フォーミュラ・パシフィック
フォーミュラ・パシフィック（Formula Pacific）は、1970年代から1980年代初頭にかけて主にアジア・オセアニアを中心に行われていた、フォーミュラカーによるレースシリーズ。略称はFP。
日本では1977年から1982年にかけて、全日本フォーミュラ・パシフィック選手権（ぜんにほんフォーミュラ・パシフィックせんしゅけん）として、日本自動車連盟（JAF）主催のシリーズが行われていた。

## 概要
元々は1974年に、当時のマカオグランプリのレギュレーションが「1.6リッターエンジンによるフォーミュラカーレース」となった際に名付けられた。当時のフォーミュラ2（F2）に近いシャシーに、1.6リッターエンジンを搭載したマシンによって争われた。アメリカのフォーミュラ・アトランティック（後のアトランティック・チャンピオンシップ）との交流を意識し、エンジン等のレギュレーションはほぼ共通となっている他、シリーズ名称にもその影響が現れているが、実際には交流は実現しなかった。
日本ではトヨタ自動車と日産自動車が全日本選手権に積極的な参入姿勢を示し、トヨタは2T-G、日産はLZ14といったエンジンをFP向けに供給。また両社のワークスドライバーも積極的にFPに参戦し、星野一義・長谷見昌弘・中嶋悟などといった当時のトップドライバーがタイトル争いに参加、一躍日本国内のトップカテゴリーの一つとなった。
またマカオグランプリのレギュレーションとも共通であったことから、FPの上位チームの多くがマカオ遠征を行い、長谷見や藤田直廣・和田孝夫らが表彰台に登った。
しかしマカオグランプリが1983年よりフォーミュラ3（F3）規格のレースに移行することになったため、それに伴い全日本選手権も終了した。
日本国外ではオーストラリア・ニュージーランド等で同レギュレーションによるシリーズが行われていたが、いずれも1983年以降はフォーミュラ・ムンディアルとの混走の形に移行し、数年のうちに自然消滅した。

## 歴代チャンピオン
| 年     | 全日本チャンピオン       | 全日本チャンピオン       | 全日本チャンピオン       |
| 年     | ドライバー               | 所属チーム               | 使用マシン               |
| ------ | ------------------------ | ------------------------ | ------------------------ |
| 1977年 | 参戦台数不足のため不成立 | 参戦台数不足のため不成立 | 参戦台数不足のため不成立 |
| 1978年 | 長谷見昌弘               | 三陽機器レーシング       | シェブロンB40・日産      |
| 1979年 | 和田孝夫                 | 東名自動車               | マーチ79B・日産          |
| 1980年 | 長谷見昌弘               | ハセミレーシング         | マーチ792/802/79B・日産  |
| 1981年 | 星野一義                 | ホシノレーシング         | マーチ79B・日産          |
| 1982年 | 星野一義                 | ホシノレーシング         | ラルトRT4・日産          |